# لار پارک لینکلن
لار پارک لینکلن (انگلیسی: Lar Park Lincoln; ۱۲ مهٔ ۱۹۶۱ – ۲۲ آوریل ۲۰۲۵) بازیگر اهل ایالات متحده آمریکا بود. وی بین سال‌های ۱۹۸۵ تا ۲۰۲۳ میلادی فعالیت می‌کرد.

از فیلم‌ها یا برنامه‌های تلویزیونی که وی در آن نقش داشته است می‌توان به بورلی هیلز، ۹۰۲۱۰ اشاره کرد.